# قطعنامه ۱۲۹۰ شورای امنیت
قطعنامه ۱۲۹۰ شورای امنیت سازمان ملل متحد که در تاریخ ۱۷ فوریه ۲۰۰۰ تصویب شد، سندی بین‌المللی دربارهٔ پذیرش اعضای جدید سازمان ملل متحد: تووالو است. این قطعنامه طی نشست ۴۱۰۳ام با ۱۴ رای موافق، ۰ مخالف و ۱ ممتنع تصویب شد.